# Vontobel
Vontobel est une banque de gestion suisse créée à Zurich en 1924.

## Activité
Vontobel est spécialisé dans la gestion de fortune pour une clientèle privée et des investisseurs institutionnels ainsi que dans la banque d’affaires. Les fonds confiés au Groupe dépassaient CHF 246 milliards fin de décembre 2017 pour quelque 1700 collaborateurs. Les actions nominatives de Vontobel Holding AG sont cotées à la SWX Swiss Exchange. Les familles Vontobel et la fondation d’utilité publique Vontobel possèdent la majorité des actions et des voix.

## Histoire
Créée en 1936 par Jakob Vontobel sous le nom de Bank J. Vontobel & Co. à Zurich, la banque se développe rapidement sous la direction successive du fils (Hans Vontobel), puis du petit-fils (Hans-Dieter Vontobel) du fondateur.
En 1984, la banque ouvre sa première succursale à New York sous le nom de Vontobel USA Inc, suivi par Vontobel Asset Management AG follows en 1988, Vontobel Bank & Trust Company Ltd (Grand Cayman) et Vontobel Fonds Services AG en 1990 puis Vontobel Fund Management SA (au Luxembourg) en 1991. Suivront Vontobel Securities AG à Cologne en 1993, puis différentes succursales à Vaduz en 2000, Munich et Francfort en 2002 et Milan en 2003.
En parallèle, la banque procède également à quelques acquisitions, en particulier la banque genevoise Tardy, de Watteville & Cie SA en 1993 et Bankhaus Berger & Comp. AG à Salzbourg, en 1995.
En 2000, la banque change de nom pour devenir Bank Vontobel AG et établit une unité de nom au travers des différentes filiales du groupe (la banque Tardy, de Watteville & Cie SA devient ainsi Banque Vontobel Genève SA, la Bankhaus Berger devient Bank Vontobel Österreich AG. et Vontobel USA Inc devient Vontobel Asset Management, Inc).
En 2004, le groupe Raiffeisen entre dans le capital de la banque à hauteur de 12,5 %. Le reste des actions reste entre les mains de la famille et de la fondation Vontobel. En 2006 le Groupe Vontobel acquiert de la société néerlandaise NIBCapital N.V. 56 % du capital-actions de Harcourt Investment Consulting AG. Le 1er novembre 2006, le groupe reprend les activités brokerage and corporate finance de la banque privée genevoise Lombard Odier Darier Hentsch & Cie. En 2007 Vontobel a ouvert à Londres une filiale chargée des opérations de courtage. Ses prestations couvrent la totalité des services dans ce domaine, en particulier une analyse indépendante des actions de sociétés suisses et d'entreprises européennes sélectionnées ainsi que des recommandations de placement. En 2008, Vontobel crée une filiale à Dubaï sous le nom de Vontobel Financial Products Ltd. Depuis 2009, Vontobel collabore avec la Banque Raiffeisen au Luxembourg.
En janvier 2017 Vontobel entre sur le marché français des produits à effet de levier.
En août 2017, Vontobel annonce l'acquisition des activités en Europe de l'Est de Notenstein La Roche pour 2,1 milliards de francs suisses. En mai 2018, Vontobel annonce l'acquisition de Notenstein La Roche pour 705 millions de dollars.

## Conflits légaux
La banque Vontobel a reçu en 2010 un avertissement de la commission des sanctions de la bourse Suisse à cause du manque d'information sur la rémunération de ses cadres dirigeants.
En 2012, un conflit oppose Vontobel et Raiffeisen, à la suite du rachat par cette dernière de Notenstein Privatbank AG, dans laquelle a été transférée l'activité non US de la banque Wegelin & Co, dissoute pour cause de fraude fiscale aux États-Unis. Vontobel souhaite gérer cette nouvelle activité, contre l'avis de Raiffeisen, ce qui les conduit à un arbitrage.

## Sources
- (de) et (en) Vontobel Group